# Iphimedia eblanae
Iphimedia eblanae är en kräftdjursart som beskrevs av Charles Spence Bate 1857. Iphimedia eblanae ingår i släktet Iphimedia och familjen Iphimediidae. Inga underarter finns listade i Catalogue of Life.